# Zhoř (district de Jihlava)
Pour les articles homonymes, voir Zhoř.
Zhoř (en allemand : Zhorz ou Shorsch) est une commune du district de Jihlava, dans la région de Vysočina, en République tchèque. Sa population s'élevait à 481 habitants en 2024.

## Géographie
Zhoř se trouve à 7 km au sud-est de Polná, à 15 km à l'est-nord-est de Jihlava et à 119 km à l'est-sud-est de Prague.
La commune est limitée par Dobroutov au nord, par Stáj au nord-est, par Arnolec à l'est, par Nadějov et Rybné au sud, et par Jamné à l'ouest.

## Histoire
La première mention écrite du village date de 1339.

## Transports
Par la route, Zhoř se trouve à 8 km de Polná, à 16 km de Jihlava et à 135 km de Prague.